# Atanarico
Atanarico (318-381) fue un juez de los tervingios y otras tribus confederadas, considerado por los visigodos como su rey fundador.

## Biografía
Atanarico era hijo de Aorico. Apoyó al usurpador Procopio frente al emperador Valente, a pesar de las derrotas godas y la devastación en el territorio godo. El emperador estaba presionado por los persas, y ambos acordaron la paz en 369 por la que los tervingios dejaron de pagar tributo a los romanos.
El mandato del juez estaba limitado en el tiempo y tenía que ser renovado periódicamente a partir de 365. El mandato de Atanarico amenazaba tanto a la aristocracia tervingia como a los romanos, y resultó que Fritigerno se erigió en su rival y se hizo cristiano arriano para conseguir el apoyo de Valente. Muchos tervingios se habían convertido al arrianismo durante los siglos III y IV, pero Atanarico continuó manteniendo la antigua religión pagana de los germanos porque consideraba que el cristianismo socavaría las tradiciones góticas.
Las medidas defensivas tomadas por Atanarico se mostraron ineficaces frente a la invasión de los hunos, y el juez tervingio fue derrotado en 376, lo que llevó a la devastación del territorio y terminó con la institución del juez tervingio. La mayoría de los tervingios adandonaron a Atanarico y, dirigidos por Fritigerno y Alavivo, fueron admitidos por Valente en el Imperio, pero Alavivo es mencionado como el líder de los tervingios por delante de Fritigerno, posiblemente porque tendría la más alta posición aristocrática. Los tervingios que permanecieron fieles a Atanarico, se refugiaron en los Cárpatos.
Debido a una conspiración instigada por Fritigerno, Atanarico fue expulsado de su refugio y se sometió al emperador. Fue recibido por el propio emperador Teodosio I poco antes de morir el 25 de enero de 381. Tuvo un hermano más joven llamado Rocestes.